# Dysoxylum aneityense
Dysoxylum aneityense är en tvåhjärtbladig växtart som beskrevs av André Guillaumin. Dysoxylum aneityense ingår i släktet Dysoxylum och familjen Meliaceae. Inga underarter finns listade i Catalogue of Life.